# Cmentarz Hornopočernicki
Cmentarz Hlubočepski (cz. Hlubočepský hřbitov) – cmentarz położony w stolicy Czech w dzielnicy Praga 5 (Hlubočepy) przy ulicy Žvahovskiej.

## Historia
Cmentarz został założony ok. 1930. Główne wejście znajduje się w północno-zachodniej części, po prawej stronie przy wejściu od strony zachodniej znajduje się kaplica cmentarna. W 2001 cmentarz został powiększony na wschód, w nowej części znajduje się kolumbarium i ogród pamięci.